# Nazionale di atletica leggera del Brasile
La nazionale di atletica leggera del Brasile è la rappresentativa del Brasile nelle competizioni internazionali di atletica leggera riservate alle selezioni nazionali.

## Bilancio nelle competizioni internazionali
La nazionale brasiliana di atletica leggera vanta 22 partecipazioni ai Giochi olimpici estivi su 29 edizioni disputate.
I cinque ori olimpici conquistati dagli atleti brasiliani portano la firma di Adhemar da Silva (nel salto triplo ad Helsinki 1952 e Melbourne 1956), Joaquim Cruz (negli 800 metri piani a Los Angeles 1984), Maurren Maggi (nel salto in lungo a Pechino 2008) e Thiago Braz da Silva (nel salto con l'asta a Rio de Janeiro 2016).
Ai Mondiali il Brasile può vantare 13 medaglie complessive, di cui una sola d'oro, conquistata da Fabiana Murer nel salto con l'asta a Taegu 2011.